# Truth Killer
Truth Killer je čtrnácté studiové album americké hard rockové hudební skupiny Sevendust. Album vyšlo 27. července 2023 pod hudebním vydavatelstvím Napalm Records.

## Seznam skladeb
| Pořadí         | Název                     | Délka |
| -------------- | ------------------------- | ----- |
| 1.             | I Might Let the Devil Win | 4:27  |
| 2.             | Truth Killer              | 3:44  |
| 3.             | Won't Stop the Bleeding   | 4:05  |
| 4.             | Everything                | 4:20  |
| 5.             | No Revolution             | 3:48  |
| 6.             | Sick Mouth                | 3:39  |
| 7.             | Holy Water                | 3:57  |
| 8.             | Leave Hell Behind         | 4:43  |
| 9.             | Superficial Drug          | 4:36  |
| 10.            | Messenger                 | 4:04  |
| 11.            | Love and Hate             | 4:53  |
| 12.            | Fence                     | 3:54  |
| Celková délka: | Celková délka:            | 49:47 |

## Obsazení
- Lajon Witherspoon – zpěv
- John Connolly – kytara, zpěv
- Clint Lowery – kytara, zpěv
- Vince Hornsby – baskytara, zpěv
- Morgan Rose – bicí, zpěv